# Wiesenlandschaft zw. Hülzweiler u. Schwalbach
Wiesenlandschaft zw. Hülzweiler u. Schwalbach este o arie protejată (arie specială de conservare — SAC, sit de importanță comunitară — SCI) din Germania întinsă pe o suprafață de 43 ha, integral pe uscat.

## Localizare
Centrul sitului Wiesenlandschaft zw. Hülzweiler u. Schwalbach este situat la coordonatele 49°18′37″N 6°49′24″E / 49.3103°N 6.8233°E.

## Înființare
Situl Wiesenlandschaft zw. Hülzweiler u. Schwalbach a fost declarat sit de importanță comunitară în octombrie 2000 pentru a proteja 1 specie de animale. Situl a fost protejat și ca arie specială de conservare în iulie 2015.

## Biodiversitate
Situată în ecoregiunea continentală, aria protejată conține 1 habitat natural: Fânețe de joasă altitudine (Alopecurus pratensis, Sanguisorba officinalis).
La baza desemnării sitului se află o specie protejată de  nevertebrate: fluturele purpuriu (Lycaena dispar).
Pe lângă speciile protejate, pe teritoriul sitului au mai fost identificate 3 specii de plante, 3 specii de nevertebrate.